# 刘德荣 (1963年)
刘德荣（1963年1月—），男，吉林白城人，中国自动化专家。南方科技大学讲席教授。主要从事非线性动态控制和递归神经网络等领域研究。

## 生平
1982年毕业于华东工学院，获机械工程学士学位。1987年毕业于中国科学院自动化研究所，获自动控制理论及应用硕士学位。1994年毕业于美国圣母大学，获电气工程博士学位。1993年至1995年，在美国通用汽车公司研究开发中心工作。1995年至1999年，在史蒂文斯理工学院任教。1999年开始在伊利诺伊大学芝加哥分校电气与计算机工程系工作，历任助教授、终身职副教授、终身职正教授。2005年当选IEEE Fellow。2008年入选中国科学院“百人计划”，曾任中国科学院自动化研究所复杂系统管理与控制国家重点实验室副主任。2022年入职南方科技大学任讲席教授。2021年当选欧洲科学院外籍院士。